# Andrea Checchi
Andrea Checchi (21 de octubre de 1916 – 29 de marzo de 1974) fue un actor cinematográfico y televisivo de nacionalidad italiana.

## Biografía
Nacido en Florencia, siendo joven fue a Roma, y allí frecuentó el Centro Sperimentale di Cinematografia. Inició su carrera en 1934, a los dieciocho años de edad, con el film 1860, dirigido por Alessandro Blasetti. Menos de un año más tarde interpretó un papel secundario en Vecchia guardia, también bajo dirección de Blasetti.
A esa película siguieron actuaciones en otras muchas cintas, hasta que llamó la atención de todos con su trabajo en Sin novedad en el Alcázar (1940) y, sobre todo, con Ore 9 lezione di chimica, de Mario Mattòli (1941), film en el cual actuaba junto a Alida Valli, Irasema Dilian y Bianca Della Corte. Siguieron Avanti c'è posto..., de Mario Bonnard y, al menos hasta mediada la década de 1940, fue uno de los jóvenes actores italianos más solicitados, tanto en papeles dramáticos como cómicos.
Considerado un actor moderno y antidivo, durante años encarnó a personajes perdedores, resignados e inseguros (por ejemplo, el escritor Corrado Silla en Malombra, 1942, de Mario Soldati), haciendo contraste con los papeles que interpretaban Rossano Brazzi, Roberto Villa, Massimo Serato y Leonardo Cortese, o la gran estrella de la época, Amedeo Nazzari). Sus personajes, a menudo vestidos con la ropa arrugada y la corbata torcida, le permitieron competir con Massimo Girotti, en la consecución de papeles protagonistas atormentados y frágiles. Heredero natural de Fosco Giachetti fue, a diferencia de éste, más dúctil, expresando menor dureza e inflexibilidad, cargando a sus personajes con una vulnerabilidad no habitual en el cine de la década de 1930.
Con actores de las características de Checchi, Girotti y Anna Magnani y, en cierto modo, de Gino Cervii y Roldano Lupi, el cine italiano fue progresivamente entrando en terreno del neorrealismo. Dotado de una voz dura pero sensual que contribuía a reforzar su imagen de personalidad débil pero dotada de buenos sentimientos, sin duda puede ser considerado como una de las estrellas del cine de la década de 1940, hasta el extremo de llegar a ser inmortalizado, junto a otros grandes artistas de la época, por el renombrado fotógrafo Luxardo en una postura muy original: con un cigarrillo en los labios y con el rostro parcialmente cubierto por el humo del mismo.
Pero finalizada la Segunda Guerra Mundial la situación cambió. A pesar de ganar el primer Nastro d'argento de la historia al mejor actor protagonista por el film Due lettere anonime (1946), la oportunidad de conseguir papeles protagonistas disminuyó velozmente.

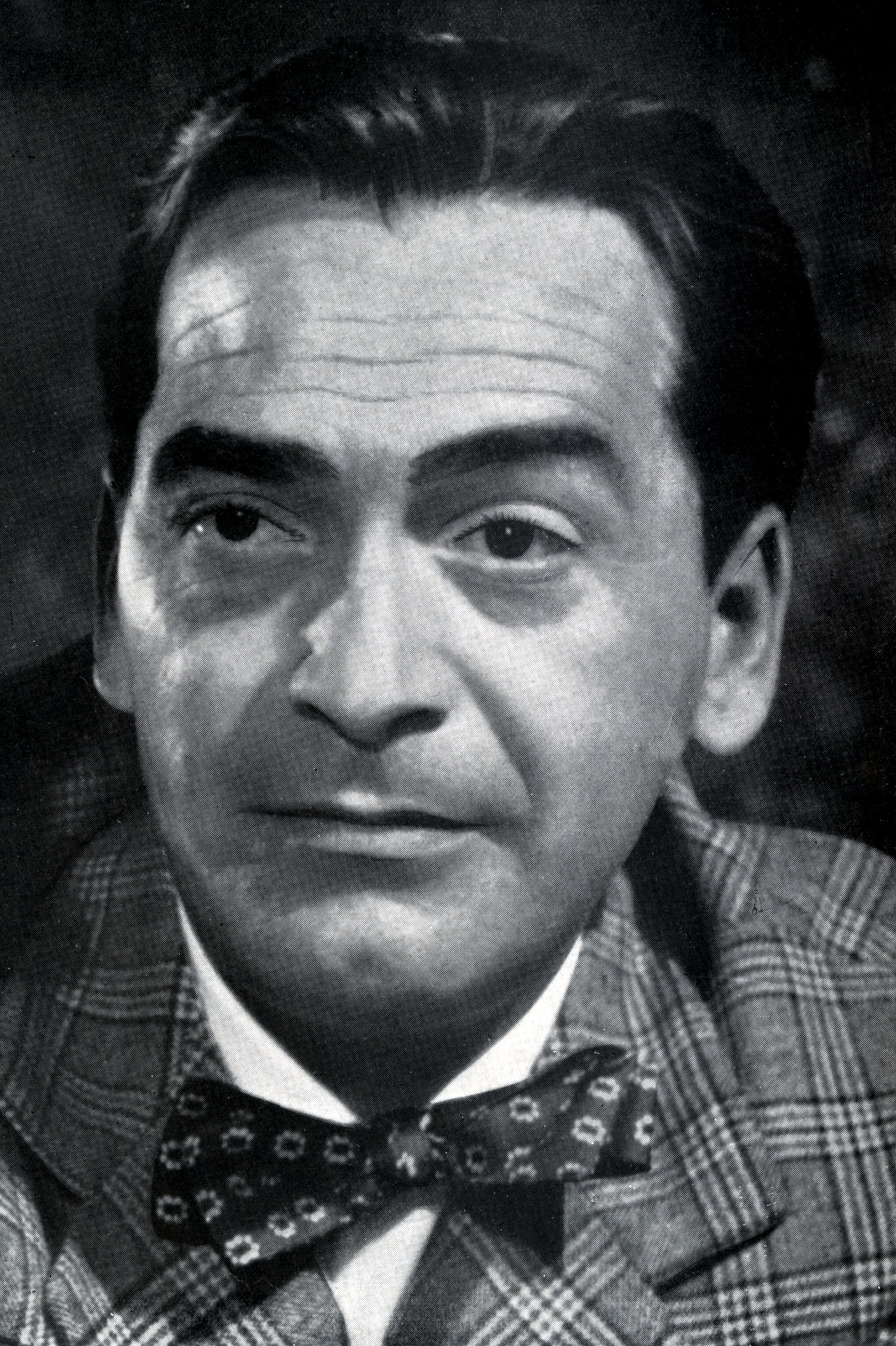
Foto de 1953 publicada en un número de 1954 de la revista Cineguida.

Sus interpretaciones sobrias y medidas hicieron que lo escogieran para trabajar como actor de reparto en grandes filmes como Caccia tragica (1947, de Giuseppe De Santis), Achtung! Banditi! (1950, de Carlo Lizzani), La signora senza camelie (1953, de Michelangelo Antonioni, ganando la Grolla d'oro al mejor actor) y L'assassino (1961, de Elio Petri). En esta etapa reìtió el éxito de 1946 consiguiendo, en 1958, el Nastro d'argento al mejor actor de reparto por la cinta Parola di ladro.
En la década de 1960 Checchi tuvo una intensa actividad televisiva, sobre todo bajo la dirección de Anton Giulio Majano. En 1962 fue el Padre McMillan en la producción televisiva Una tragedia americana. Encarnó al capitán Ivan Mironov en La figlia del capitano (1965), y en el mismo año fue Valkov en Resurrezione. En 1967 Interpretó a John Sedley en La fiera della vanità, y en 1971 fue Robert Fenwick en E le stelle stanno a guardare. Otros personajes interpretados por él fueron el comisario Bonsanti en Il segno del comando y Betteredge en La Pietra di Luna.
Además de su actividad interpretativa, Checchi, hijo del pintor florentino Amedeo Checchi, fue también pintor, exponiendo sus obras en diferentes muestras personales.
Checchi estuvo casado con la húngara Erika Schwarze, con la cual tuvo un hijo, Enrico Roberto Checchi, guionista televisivo. Andrea Checchi falleció en Roma en 1974, a los 57 años de edad, a causa de una poliarteritis nodosa.

## Selección de su filmografía

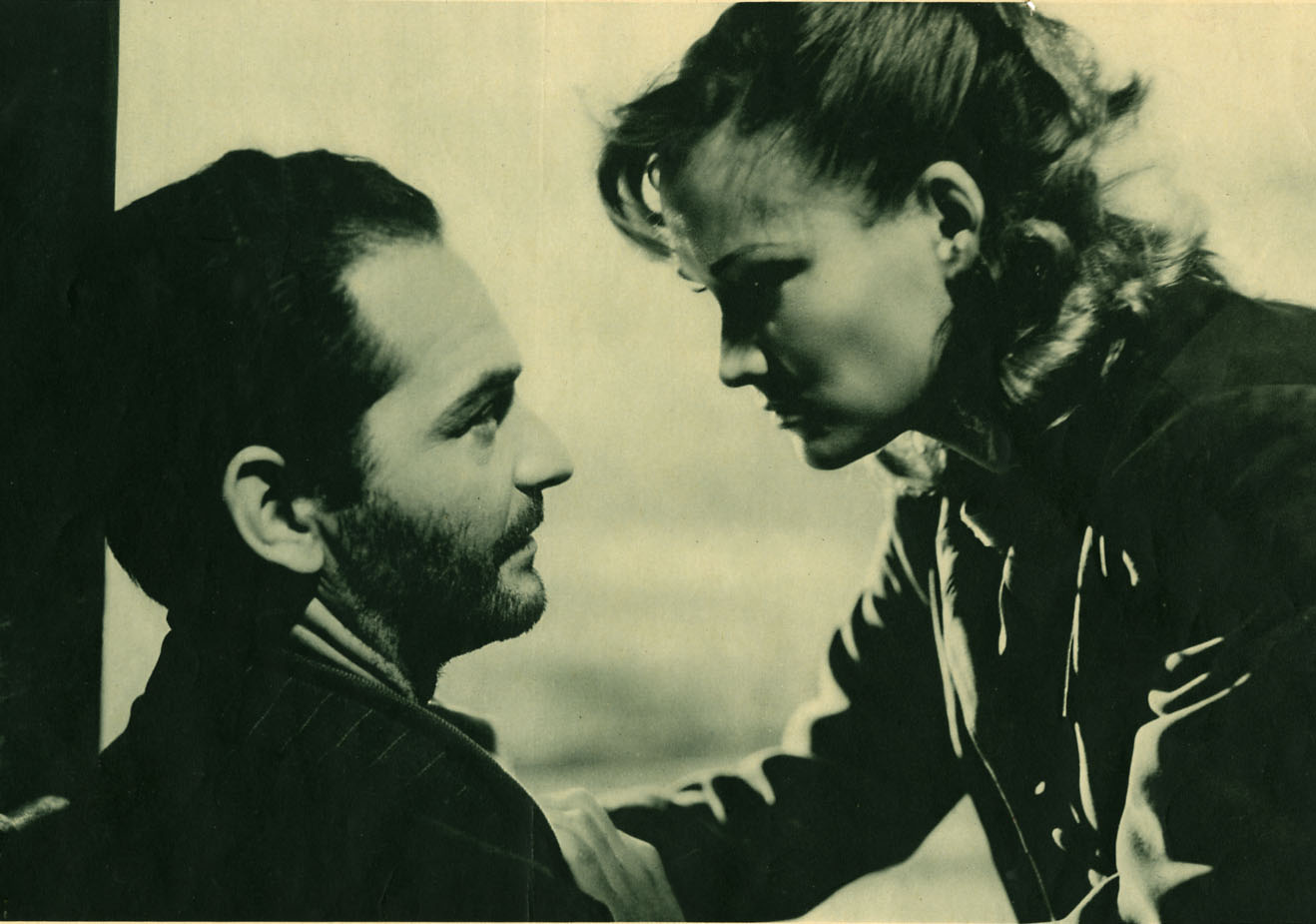
Andrea Checchi y Constance Dowling en la película La strada finisce sul fiume.

| - 1860, de Alessandro Blasetti (1934) - Vecchia guardia, de Alessandro Blasetti (1934) - L'ultimo dei Bergerac, de Gennaro Righelli (1934) - Stadio, de Carlo Campogalliani (1934) - La signora di tutti, de Max Ophüls (1934) - Amore, de Carlo Ludovico Bragaglia (1935) - Arma bianca, de Ferdinando Maria Poggioli (1936) - L'ultima carta, de Archie Mayo (1938) - Sotto la croce del sud, de Guido Brignone (1938) - Luciano Serra pilota, de Goffredo Alessandrini (1938) - Ettore Fieramosca, de Alessandro Blasetti (1938) - La conquista dell'aria, de Romolo Marcellini (1939) - La grande luce, de Carlo Campogalliani (1939) - I grandi magazzini, de Mario Camerini (1939) - Piccolo hotel, de Piero Ballerini (1939) - La notte delle beffe, de Carlo Campogalliani (1939) - I pirati del golfo, de Romolo Marcellini (1940) - Manon Lescaut, de Carmine Gallone (1940) - È sbarcato un marinaio, de Piero Ballerini (1940) - Giù il sipario, de Raffaello Matarazzo (1940) - La conquista dell'aria, de Romolo Marcellini (1940) - Incanto di mezzanotte, de Mario Baffico (1940) - Sin novedad en el Alcázar, de Augusto Genina (1940) - Amiamoci così, de Giorgio Simonelli (1940) - Leggenda azzurra, de Giuseppe Guarino (1940) - Senza cielo, de Alfredo Guarini (1940) - Il re d'Inghilterra non paga, de Giovacchino Forzano (1941) - Ragazza che dorme, de Andrea Forzano (1941) - Ore 9 lezione di chimica, de Mario Mattòli (1941) - Brivido, de Giacomo Gentilomo (1941) - Solitudine, de Livio Pavanelli (1941) - Tragica notte, de Mario Soldati (1942) - Catene invisibili, de Mario Mattòli (1942) - Avanti c'è posto..., de Mario Bonnard (1942) - Via delle Cinque Lune, de Luigi Chiarini (1942) - M.A.S., de Romolo Marcellini (1942) - La contessa Castiglione, de Flavio Calzavara (1942) - Labbra serrate, de Mario Mattòli (1942) - Malombra, de Mario Soldati (1942) - Giacomo l'idealista, de Alberto Lattuada (1943) - Tempesta sul golfo, de Gennaro Righelli (1943) - La valle del diavolo, de Mario Mattòli (1943) - Tristi amori, de Carmine Gallone (1943) - Tutta la vita in ventiquattr'ore, de Carlo Ludovico Bragaglia (1943) - Lacrime di sangue, de Guido Brignone (1944) - Le vie del peccato, de Giorgio Pàstina (1945) - Vivere ancora, de Nino Giannini (1945) - I dieci comandamenti, de Giorgio Walter Chili - episodio "Non nominare il nome di Dio invano" (1945) - Lettere al sottotenente, de Goffredo Alessandrini (1945) - Due lettere anonime, de Mario Camerini (1945) - Le vie del peccato, de Giorgio Pastina (1946) - Biraghin, de Carmine Gallone (1946) - La primula bianca, de Carlo Ludovico Bragaglia (1946) - Albergo Luna, camera 34, de Carlo Ludovico Bragaglia (1946) - Un americano in vacanza, de Luigi Zampa (1946) - Roma città libera, de Marcello Pagliero (1946) - Eleonora Duse, de Filippo Walter Ratti (1947) - I fratelli Karamazoff, de Giacomo Gentilomo (1947) - Cronaca nera, de Giorgio Bianchi (1947) - Ultimo amore, de Luigi Chiarini (1947) - Caza trágica (Caccia tragica), de Giuseppe De Santis (1947) - La città dolente, de Mario Bonnard (1948) - Gli uomini sono nemici, de Ettore Giannini (1948) - Il cielo è rosso, de Claudio Gora (1949) - Paolo e Francesca, de Raffaello Matarazzo (1949) - Il grido della terra, de Duilio Coletti (1949) - Demasiado tarde, de René Clément (1949) - La strada finisce sul fiume, de Luigi Capuano (1950) - Il sentiero dell'odio, de Sergio Grieco (1950) - Il capitano nero, de Alberto Pozzetti (1950) - Il capitano di Venezia, de Gianni Puccini (1951) - L'eroe sono io!, de Carlo Ludovico Bragaglia (1951) - Amore e sangue, de Hans Wolff y Marino Girolami (1951) - Atto d'accusa, de Giacomo Gentilomo (1950) - Schatten über Neapel, de Hans Wolff (1951) - Achtung! Banditi!, de Carlo Lizzani (1951) - Stormbound, de Luigi Capuano (1951) - Il sentiero dell'odio, de Sergio Grieco (1951) | - Don Lorenzo, de Carlo Ludovico Bragaglia (1952) - Altri tempi, de Alessandro Blasetti - episodio "Meno di un giorno" (1952) - Se vincessi cento milioni, de Carlo Campogalliani y Carlo Moscovini - episodio "Il pensionato" (1953) - Pietà per chi cade, de Mario Costa (1953) - La signora senza camelie, de Michelangelo Antonioni (1953) - La campana di San Giusto, de Mario Amendola y Ruggero Maccari (1954) - Tripoli, bel suol d'amore, de Ferruccio Cerio (1954) - Le due orfanelle, de Giacomo Gentilomo (1954) - Appassionatamente, de Giacomo Gentilomo (1954) - Operazione notte, de Giuseppe Bennati (1954) - Amori di mezzo secolo, de Antonio Pietrangeli - episodio "Girandola 1910" (1954) - Tempi nostri, de Alessandro Blasetti (1954) - Casa Ricordi, de Carmine Gallone (1954) - Siluri umani, de Antonio Leonviola (1954) - Processo all'amore, de Enzo Liberti (1955) - Rosso e nero, de Domenico Paolella (1955) - Disperato addio, de Lionello De Felice (1955) - Addio Napoli!, de Roberto Bianchi Montero (1955) - Buonanotte... avvocato!, de Giorgio Bianchi (1955) - Il tesoro di Rommel, de Romolo Marcellini (1955) - I quattro del getto tonante, de Fernando Cerchio (1955) - Suprema confessione, de Sergio Corbucci (1956) - I giorni più belli, de Mario Mattòli (1956) - Terrore sulla città, de Anton Giulio Majano (1956) - L'intrusa, de Raffaello Matarazzo (1956) - Mattino di primavera, de Giacinto Solito (1957) - Parola di ladro, de Gianni Puccini y Nanni Loy (1957) - Il mondo dei miracoli, de Luigi Capuano (1959) - Le cameriere, de Carlo Ludovico Bragaglia (1959) - Il nemico di mia moglie, de Gianni Puccini (1959) - Le notti dei Teddy Boys, de Leopoldo Savona (1959) - El terror de los Bárbaros, de Carlo Campogalliani (1959) - I piaceri dello scapolo, de Giulio Petroni (1960) - La lunga notte del '43, de Florestano Vancini (1960) - Il sicario, de Damiano Damiani (1960) - L'impiegato, de Gianni Puccini (1960) - La maschera del demonio, de Mario Bava (1960) - Die 1000 Augen des Dr. Mabuse, de Fritz Lang (1960)) - Dos mujeres, de Vittorio De Sica (1960) - Akiko, de Luigi Filippo D'Amico (1961) - L'ultimo dei Vikinghi, de Giacomo Gentilomo (1961) - L'assassino, de Elio Petri (1961) - Don Camillo monsignore... ma non troppo, de Carmine Gallone (1961) - L'oro di Roma, de Carlo Lizzani (1961) - Gli invasori, de Mario Bava (1961) - Caccia all'uomo, de Riccardo Freda (1961) - Il mio amico Benito, de Giorgio Bianchi (1962) - Il sangue e la sfida, de Nick Nostro (1962) - Lo smemorato di Collegno, de Sergio Corbucci (1962) - Cronache del '22, de varios directores (1962) - Dieci italiani per un tedesco (Via Rasella), de Filippo Walter Ratti (1962) - Ultimatum alla vita, de Renato Polselli (1962) - Colpo gobbo all'italiana, de Lucio Fulci (1962) - Venere imperiale, de Jean Delannoy (1963) - Il criminale, de Marcello Baldi (1963) - Il processo di Verona, de Carlo Lizzani (1963) - Beta Som, de Charles Frend y Bruno Vailati (1963) - Super rapina a Milano, de Adriano Celentano (1964) - La vendetta dei gladiatori, de Luigi Capuano (1964) - La costanza della ragione, de Pasquale Festa Campanile (1964) - Roma contro Roma, de Giuseppe Vari (1964) - Io uccido, tu uccidi, de Gianni Puccini - episodio "Giochi acerbi" (1965) - I soldi, de Gianni Puccini (1965) - Italiani brava gente, de Giuseppe De Santis (1965) - Il gladiatore che sfidò l'impero, de Domenico Paolella (1965) - Made in Italy, de Nanni Loy - episodio "La Famiglia" (1965) - Il nero, de Giovanni Vento (1966) - Io, io, io... e gli altri, de Alessandro Blasetti (1966) - Yo soy la Revolución, de Damiano Damiani (1966) - I sette fratelli Cervi, de Gianni Puccini (1967) - El "Che" Guevara, de Paolo Heusch (1968) - Cerca di capirmi, de Mariano Laurenti (1970) - Waterloo, de Serguéi Bondarchuk (1970) - Un apprezzato professionista di sicuro avvenire, de Giuseppe De Santis (1971) - Baciamo le mani, de Vittorio Schiraldi (1973) - Una donna per sette bastardi, de Roberto Bianchi Montero (1974) |

## Televisión
- Una tragedia americana (1962)
- Vita di Michelangelo (1964)
- La donna di fiori, de Anton Giulio Majano (1965)
- Resurrezione (1965)
- Vita di Dante (1965)
- La fiera della vanità (1967)
- Le inchieste del commissario Maigret (2 episodios, 1965-1968)
- Cristóbal Colón (1968)
- Giocando a golf una mattina (1969)
- Il segno del comando (1971)
- E le stelle stanno a guardare (1971)
- All'ultimo minuto (1971) - episodio "Il borsaiolo"
- Processo ad un atto di valore (1972)
- La Pietra di Luna (1972)
- Vino e pane (1973)